# Bălteni (Vaslui)
Bălteni is een Roemeense gemeente in het district Vaslui.
Bălteni telt 1584 inwoners.